# Navaornis
Navaornis — викопний рід енантіорнітинових птахів із пізньої крейдяної формації Адамантина в Бразилії. Рід містить один вид, N. hestiae, відомий за добре збереженим черепом і скелетом.

## Відкриття та найменування
Викопний матеріал Navaornis був виявлений у 2016 році в відкладеннях формації Адамантина (кістковий шар «Кар'єр Вільямса», група Бауру) у штаті Сан-Паулу, південно-східна Бразилія. Зразок голотипу містить повний череп із пов'язаним посткраніальним скелетом. Один базикраній, описаний у 2022 році, також був віднесений до Navaornis на основі його схожості з голотипом.
У 2024 році Chiappe та ін. описав Navaornis hestiae як новий рід і вид енантіорнітинових птахів на основі цих викопних останків. Родова назва Navaornis поєднує «Нава» — на честь Вільяма Нави, першовідкривача голотипу та типової місцевості — з грецьким словом «ornis», що означає «птах». Видова назва, hestiae, посилається на грецьку богиню Гестію, яка вважається як найстарішою, так і наймолодшою олімпійкою — подібно до архаїчного філогенетичного положення Наваторніса в поєднанні з його сучасною морфологією черепа.